# Michael Rascher
Michael G. Rascher (* 26. Juli 1965 in Edmonton) ist ein ehemaliger kanadischer Ruderer.
Der 1,98 m große Rascher begann an der University of British Columbia mit dem Rudersport. Bei den Weltmeisterschaften 1990 siegte der Deutschland-Achter vor dem kanadischen Achter in der Besetzung Darren Barber, Andrew Crosby, Robert Marland, Derek Porter, Michael Rascher, Bruce Robertson, Brian Saunderson, John Wallace und Steuermann Terrence Paul. Auch bei den Weltmeisterschaften 1991 siegten die Deutschen vor den Kanadiern, bei denen Don Telfer für Brian Saunderson im Boot saß. Bei der olympischen Regatta 1992 in Barcelona trat der kanadische Achter mit Michael Forgeron für Don Telfer an. Die Kanadier gewannen den ersten Vorlauf und belegten im ersten Halbfinale den zweiten Platz hinter den Rumänen. Im Finale siegten die Kanadier mit 14 Hundertstelsekunden Vorsprung vor den Rumänen, der Deutschlandachter erhielt die Bronzemedaille. Nach den Spielen von Barcelona beendete Rascher seine sportliche Karriere.